# Ещорил
Ещорѝл (на португалски: Estoril, произнася се по-близко до Ищурил) е крайбрежен град в Португалия.

## География
Градът се намира на 15 километра от Лисабон. Част е от провинция Кашкайш. Населението наброява 23 769 жители, гъстота на населението 2702/km², на площ 8,79 km².

## Спорт и туризъм
Тук се намира пистата за автомобилни състезания Ещорил

## Личности починали в Ещорил
- Йоанна (1907 – 2000), българска царица
- Карол II (1893 – 1953), крал на Румъния
- Хорти (1868 – 1957), унгарски държавен глава
- Александър Алехин (1892 – 1946), световен шампион по шахмат